# Dark Castle Entertainment
Pour le jeu vidéo, voir Dark Castle.
Dark Castle Entertainment est une société de production de cinéma américaine créée en 1998 par Joel Silver, Gilbert Adler (en) et Robert Zemeckis.
Elle appartient à OEG Inc. (en), un groupe nord-américain basé à Edmonton et spécialisé dans le divertissement et le sport. Dark Castle est gérée par Hal Sadoff et Norman Golightly. Il s'agissait à l'origine d'une division de la société de Joel Silver, Silver Pictures,, anciennement affiliée à Warner Bros. Pictures jusqu'en 2013. Les films sont ensuite distribué par Paramount Pictures ou encore sur la plateforme de streaming Shudder.

## Historique

### 1998-2003: les années films d'horreurs
Dark Castle Entertainment est créée en 1998 par Joel Silver, Gilbert Adler (en) et Robert Zemeckis,,. Le nom de la société est un hommage à William Castle, réalisateur de films d'horreur des années 1950 et 1960,. Elle est alors basée à San José en Californie. Lors de sa création, la société de production s'était donnée pour objectif de lancer un film d'horreur à budget réduit tous les ans vers la période d'Halloween . L'idée initiale est de produire des remakes de films d'horreur de William Castle. Après La Maison de l'horreur (1999) — remake de La Nuit de tous les mystères — et 13 Fantômes (2001) — remake du film du même nom sorti en 1960 —,, la société se lance dans la production de films originaux, ainsi que dans des remakes inspirés d'autres réalisateurs.

### 2003-2013: films originaux et films d'action
Gothika de Mathieu Kassovitz, sorti en 2003 et mettant en scène Halle Berry et Robert Downey Jr., est le premier film original produit par Dark Castle. Ils produisent ensuite La Maison de cire (2005), cette fois basé sur le film L'Homme au masque de cire (1953) d'André de Toth,.
En 2008, avec le film RocknRolla de Guy Ritchie, la compagnie entreprend une autre phase de développement en produisant des films de genre autres que des films d'horreur. Une diversification également matérialisée en 2009 par les thrillers Whiteout et Ninja assassin .
Début 2009, Joel Silver signe un contrat de coproduction de quinze films avec les studios berlinois de Babelsberg. Il a été décidé que ces films sortiront sous le label Dark Castle Entertainment.
En 2012, Joel Silver quitte Warner Bros. pour Universal Pictures. La société de distribution s'engage alors à sortir deux à trois films de Silver Pictures par an. Dark Castle Entertainment, toujours sous contrat de distribution avec Warner Bros, devait également passer chez Universal en 2013.

### 2015-présent: rachat et relance
En 2015, Dark Castle est acquise par Daryl Katz (en) et son groupe OEG Inc. (en),. Hal Sadoff est alors nommé CEO.
La première production sous l'égide d'OEG est The Nice Guys de Shane Black. Sortie en 2016, cette comédie policière met en scène Russell Crowe et Ryan Gosling. Dark Castle produite ensuite la comédie noire Bienvenue à Suburbicon, réalisée par George Clooney et coécrite notamment par les frères Coen,.
En 2018, la société produit Superfly, remake du film du même nom sorti en 1972. La société continue également à produire des films d'horreur comme par exemple Séance (2021) de Simon Barrett ou encore Esther 2 : Les Origines (2022).
En 2020, la société se diversifie en produisant sa première série télévisée, The Expecting.
En 2023, Dark Castle produit la comédie d'action Old Guy avec Christoph Waltz, Shell de Max Minghella ou encore le film de survie Last Breath prévu en 2025.

## Filmographie
Sauf indication contraire, les informations mentionnées dans cette section peuvent être confirmées par la base de données cinématographiques IMDb,  présente dans la section « Liens externes ».

### Films
- 1999 : La Maison de l'horreur (House on Haunted Hill) de William Malone
- 2001 : 13 Fantômes (Thirtheen Ghosts) de Steve Beck
- 2002 : Le Vaisseau de l'angoisse (Ghost Ship) de Steve Beck
- 2003 : Gothika de Mathieu Kassovitz
- 2005 : La Maison de cire (House of Wax) de Jaume Collet-Serra
- 2007 : Les Châtiments (The Reaping) de Stephen Hopkins
- 2007 : Retour à la maison de l'horreur (Return to House on Haunted Hill) de Víctor Garcia
- 2008 : RocknRolla de Guy Ritchie
- 2009 : The Hills Run Red de Dave Parker
- 2009 : Esther (Orphan) de Jaume Collet-Serra
- 2009 : Whiteout de Dominic Sena
- 2009 : Ninja Assassin de James McTeigue
- 2010 : Splice de Vincenzo Natali
- 2010 : The Losers de Sylvain White
- 2011 : Sans identité (Unknown) de Jaume Collet-Serra
- 2012 : The Apparition de Todd Lincoln
- 2012 : 48 Heures chrono (The Factory) de Morgan O'Neill
- 2013 : Du plomb dans la tête (Bullet to the Head) de Walter Hill
- 2013 : Getaway de Courtney Solomon
- 2016 : The Nice Guys de Shane Black
- 2017 : Bienvenue à Suburbicon (Suburbicon) de George Clooney
- 2018 : Superfly de Director X
- 2021 : Séance (Seance) de Simon Barrett
- 2022 : Esther 2 : Les Origines (Orphan: First Kill) de William Brent Bell
- 2024 : Shell de Max Minghella
- 2024 : Old Guy de Simon West
- 2025 : Last Breath d'Alex Parkinson

### Série TV
- 2020 : The Expecting